# Aéroport international de Bălți-Leadoveni
L'Aéroport international de Bălți-Leadoveni (code IATA : BZY • code OACI : LUBL), également appelé aéroport international de Bălți (Aeroportul Internațional Bălți-Leadoveni, Международный Аэропорт Бельцы-Лядовены), est le deuxième aéroport international civil de Moldavie et l'un des deux principaux aéroports de Bălți, desservant la ville de Bălți et le nord de la Moldavie pour les vols civils de passagers et de fret. L'aéroport international de Bălți-Leadoveni a été ouvert en 1989 pour remplacer l'Aéroport Bălți-Ville, notamment sur les lignes internationales, et pour faciliter le trafic aérien vers l'aéroport de Chisinau.
Le deuxième aéroport de Bălți est le premier aéroport historique de Bălți pour les vols réguliers. Il s'agit de l'aéroport Bălți-Ville, situé au sein de la zone de la "gare routière", dans les limites de l'Est de la zone urbaine de Bălți, qui, après la mise en service de l'aéroport international Bălți-Leadoveni dans ses dernières années d'activité (fin des années 1980), a été utilisé comme un aéroport régional destiné aux services d'urgence, à l'agriculture, aux travaux d'aviation et aux transports régionaux.
L'aéroport international de Bălți, capable de fonctionner 24 heures sur 24 toute l'année, est situé en dehors des limites de la ville de Bălți, dans le village de Corlăteni, dans le raion de Rîșcani, à 15,1 km du centre-ville de Bălți (9,7 km de la périphérie nord de l'arrondissement de la ville dénommé "Dacia", appelé également "BAM"), avec un accès direct à la route européenne 583/route expresse M5 et à la route républicaine R12. L'emplacement de la piste de l'aéroport international de Bălți est le plus avantageux par rapport aux aéroports et aux aérodromes de la région (c'est-à-dire par rapport à l'aéroport de Chișinău et à l'aérodrome militaire de Marculesti), ce qui garantit un fonctionnement continu de l'aéroport international de Bălți sans longues fermetures, qui peuvent durer plusieurs jours à l'aéroport de Chisinau et à l'aérodrome militaire de Marculesti.

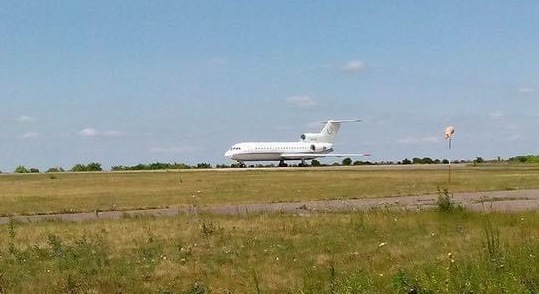
Décollage du Yakovlev Yak-42 de l'aéroport international de Bălți

Depuis son ouverture, l'aéroport a servi de plate-forme de correspondance aéroportuaire pour la branche moldave d'Aeroflot, puis pour Air Moldova et de base principale pour Moldaeroservice. Dans l'histoire de l'aviation civile de la République de Moldavie, seuls les aéroports internationaux de Chișinău et de Bălți ont assuré des vols réguliers avec des avions Tupolev Tu-134.
L'aéroport a été certifié et ouvert aux services de transport de passagers et de fret, assurant des vols réguliers de passagers à partir de 1989 - l'année où la piste en béton a été mise en service à l'aéroport de Bălți-Leadoveni nouvellement construit - reliant Bălți à 14 villes de l'ex-URSS avec des avions Antonov An-24, Tupolev Tu-134, Let L-410 Turbolet jusqu'en 1993. Ces dernières années, l'aéroport est principalement utilisé pour les vols intérieurs et des vols extérieurs occasionnels.

## Histoire

### Création

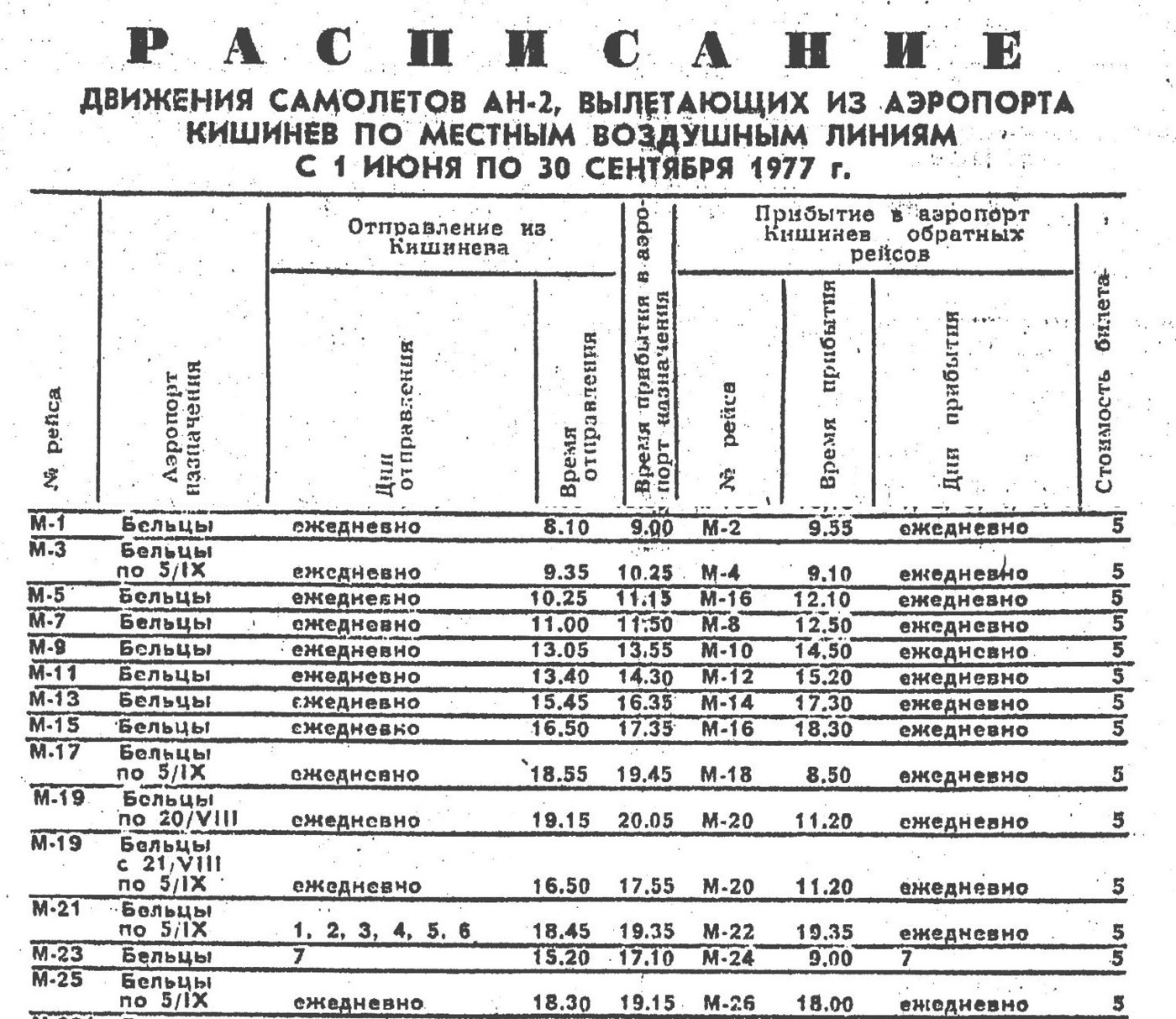
Un extrait d'un horaire des vols réguliers de 1977 de Chișinău vers Bălți - le nombre de vols vers Bălți (Aéroport Bălți-Ville) depuis Chișinău est 7 fois plus élevé que le nombre de vols vers toute autre destination locale.

Avant l'ouverture de l'aéroport international de Bălți, le principal aéroport de Bălți et le deuxième de la République socialiste soviétique de Moldavie était l'Aéroport Bălți-Ville, qui assurait des vols réguliers intra-soviétiques de passagers et de fret ainsi que des vols intérieurs en Moldavie. Avec le développement de l'aviation civile dans l'ex-Union soviétique depuis les années 1960 et l'utilisation d'avions à réaction comme le Tu-134 en Moldavie en 1969, seul l'aéroport de Chișinău en Moldavie était en mesure d'assurer des vols réguliers de passagers avec des avions à réaction. Bien que le nombre de vols intérieurs sur la ligne Bălți - Chișinău soit sept fois plus élevé que sur toutes les autres lignes locales et qu'en Moldavie, à l'exception de l'aéroport de Chișinău, les vols réguliers intra-soviétiques n'étaient assurés qu'à partir de l’Aéroport Bălți-Ville, les restrictions d'exploitation de l'Aéroport de Bălți-Ville sont devenues évidentes, car son infrastructure ne suffisait pas à satisfaire la demande croissante de trafic aérien à réaction : les deux pistes de l'aéroport de Bălți-Ville étaient trop courtes, le type de surface gravier/herbe était inadapté et l'aérogare passagers n'était pas préparée à l'augmentation du nombre de passagers des vols réguliers.
| \| 50 km1:6 237 000 \| Chișinău Bălți-Leadoveni Aérodrome de Tiraspol Bălți-Ville |
| 50 km1:6 237 000                                                                  |

La planification d'un nouvel aéroport pour Bălți et le nord de la République de Moldavie a commencé en 1974. Avant la construction de la piste d'atterrissage, 146 hectares de tchernozem/terre arable/terre cultivable ont été expropriés du kolkhoze "Leadoveni" situé près du village de Leadoveni. Le choix de l'emplacement de la piste la plus récente, construite de toutes pièces en Moldavie, a été fait de manière réfléchie, en tenant compte des équipements techniques et d'ingénierie modernes de l'époque, et notamment de la direction du vent et du manque de brouillard stable sur le site de la piste de l'aéroport international de Bălți, dont l'altitude la plus élevée est de 231 mètres.

#### Altitude et visibilité

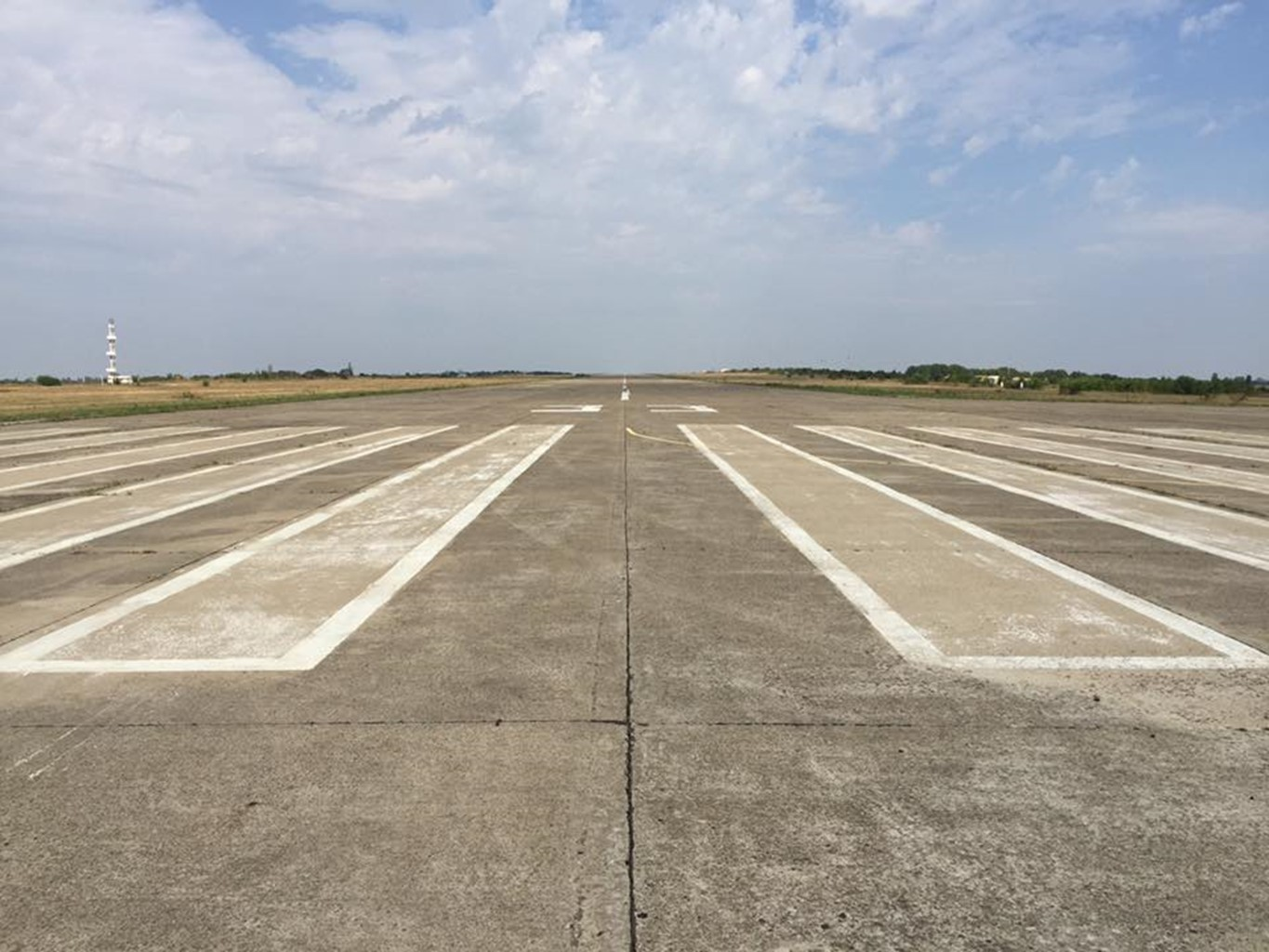
piste de l'Aéroport international de Bălți – relèvement magnétique 33°

L'altitude de la piste de l'aéroport international de Bălți est de 231 m en bout de piste avec un relèvement magnétique de 15' et de 215 m en bout de piste avec un relèvement magnétique de 33'. Cette altitude est la plus élevée et offre une meilleure visibilité que tous les autres aéroports et aérodromes de la région.

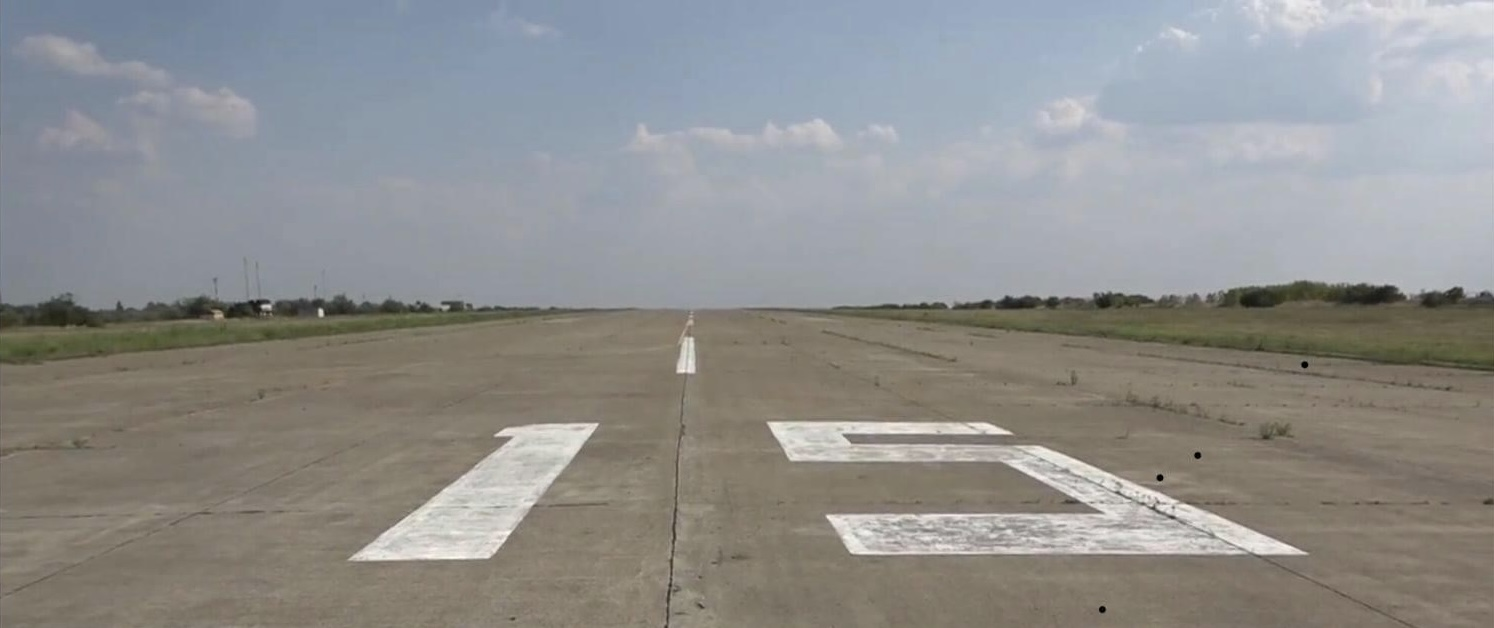
piste de l'Aéroport international de Bălți – relèvement magnétique 15’

Contrairement aux autres aéroports de Moldavie et de la région, l'aéroport international de Bălți peut être exploité dans toutes les conditions météorologiques. La piste de l'aéroport international de Bălți est située à une altitude absolue de 231 mètres (757,9 pieds), les vallées environnantes descendant jusqu'à 100 mètres (328,08 pieds),,, ce qui permet une dissipation rapide du brouillard.
Vue de la route à grande vitesse M5 sur l'aéroport international de Bălți, situé sur une colline de 231 mètres de haut.

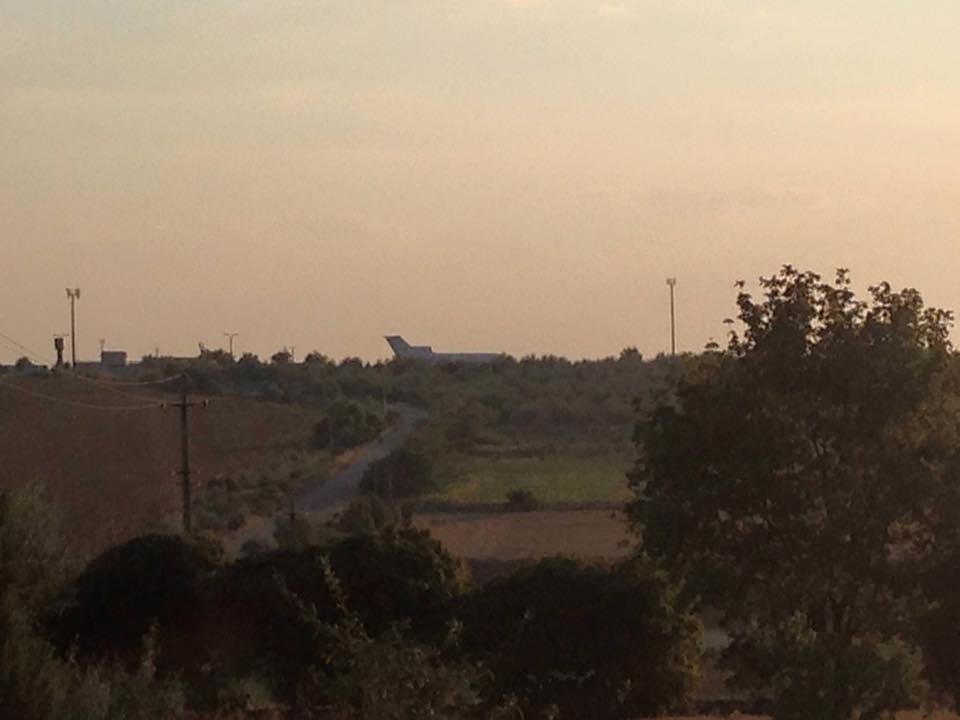
Vue de la route expresse nationale M5 sur l'Aéroport international de Bălți, qui se trouve sur une colline de 231 mètres

La piste de l'aéroport de Chisinau se trouve à une altitude de 115 mètres et est entourée de collines de 250 mètres de haut, ce qui fait que l'aéroport de Chisinau est fermé plusieurs jours par an en raison d'un brouillard persistant. La même situation s'applique à la piste de l'aérodrome militaire de Marculesti, qui se trouve à une altitude de 101 mètres et est entourée de collines de plus de 300 mètres de haut, ce qui contribue à la persistance du brouillard à Marculesti.

#### Qualité du sol
Le sol de l'aéroport international de Bălți n'est pas affecté par l'érosion du sol, tandis que l'aéroport de Chisinau et la base aérienne militaire de Marculesti sont touchés par des processus d'érosion du sol.

#### Rose des vents
Les directions des vents dominants en Moldavie sont N, NE, NO, S et SO.
Un anémomètre de la station de référence située près de l'aéroport international de Bălți (un espace ouvert à 200 m au-dessus du sol, légèrement affecté par un facteur de rugosité faible) a donné la vitesse moyenne annuelle du vent la plus élevée en Moldavie à l'aéroport international de Balti (suivi de l'aéroport international de Cahul) par rapport aux sites des autres aéroports et aérodromes de Moldavie.
Tant la vitesse du vent que la distribution de Weibull dans ces études confirment que la direction du vent à l'emplacement de la piste de l'aéroport international de Bălți correspond à l'orientation magnétique de la piste : NO/SE = 15'/33'. Ainsi, le vent nécessaire pour décoller ou atterrir dans la bonne direction est toujours fourni, sans le vent latéral qui se produit souvent à l'aéroport de Chisinau et à l'aérodrome militaire de Marculesti, qui ont tous deux une piste orientée est-ouest, ce qui entraîne souvent un vent contraire à l'aéroport de Chisinau et à l'aérodrome militaire de Marculesti.
En République de Moldavie, à l'exception des trois pistes de l'aéroport international de Bălți (1 : nord magnétique 15° nord-ouest/33° sud-est) et de l'aéroport Bălți-Ville (2 : nord magnétique 13° nord-ouest/31° sud-est et 3 : nord magnétique 01° sud-ouest/19° nord-est), seul l'aéroport de Cahul (1 : nord magnétique 16° nord-ouest/34° sud-est) a une piste orientée selon les vents dominants.
Parmi les villes ayant des aéroports actifs en Moldavie, la vitesse moyenne du vent à Bălți (2,7 m/s) a été mesurée entre 01/1990 et 12/2011 à 101 mètres d'altitude (47,77462 longitude 27,95065 correspond à la hauteur des pistes de l'aéroport Bălți-Ville 47° 46′ 29″ N, 27° 57′ 02″ O, l'aéroport international de Bălți est situé à une altitude de 231 mètres) est également plus élevée que celle de Chisinau (2,28 m/s à 173 mètres - l'altitude de l'aéroport de Chisinau est inférieure : 122 mètres). Il convient également de mentionner la vitesse moyenne du vent à Cahul - 3,71 m/s à 196 mètres d'altitude (l'aéroport de Cahul est situé à 199 -209 mètres).

#### Exigences de l'OACI et de l'AESA en matière de sécurité de l'aviation civile
L'emplacement de la piste de l'aéroport international de Bălți de manière à contourner la ville de Bălți est conforme aux exigences de sécurité de l'Organisation de l'aviation civile internationale (OACI), à savoir l'article 3.1.2 (Altitudes minimales de vol) du chapitre 3 (Règles générales) de l'annexe 2 (Règles de vol) de la convention relative à l'aviation civile internationale et de l'Agence européenne de la sécurité aérienne (AESA), à savoir l'article SERA.3105. (Altitudes minimales de vol) du chapitre 1 (PROTECTION DES PERSONNES ET DES PROPRIÉTÉS) de la section 3 (RÈGLES GÉNÉRALES ET CONTRÔLE DU TRANSPORT AÉRIEN) de l'annexe du règlement européen unique sur le transport aérien (SERA), qui stipule que les aéronefs ne doivent pas survoler les zones peuplées de villes, d'agglomérations ou de zones peuplées, ou les espaces ouverts agglomérés,. Par conséquent, aucun désagrément n'a été observé pendant l'exploitation de l'aéroport international de Bălți, y compris lors des vols effectués par le Tupolev Tu-134, l'un des avions les plus bruyants, communément appelé "sifflet",.
Dans ce contexte, les tentatives d'effectuer quelques vols irréguliers avec des avions de taille moyenne à partir de l'aérodrome militaire de Marculesti (le personnel d'assistance au sol et de contrôle aérien étant transporté de Bălți à Marculesti pour chaque atterrissage/décollage, car il n'était pas disponible à l'aérodrome de Marculesti) ont provoqué de nombreux scandales et la panique parmi les habitants de Bălți. La piste de l'aérodrome militaire de Marculesti, qui donne directement sur la ville de Bălți d'est en ouest (en direction de la frontière roumaine), a été construite pour les avions militaires légers et maniables, afin qu'ils puissent contourner la ville sur une brève distance de décollage/atterrissage, ce qui n'est pas possible pour les avions moyens et lourds,,,,,,.

#### Dénomination

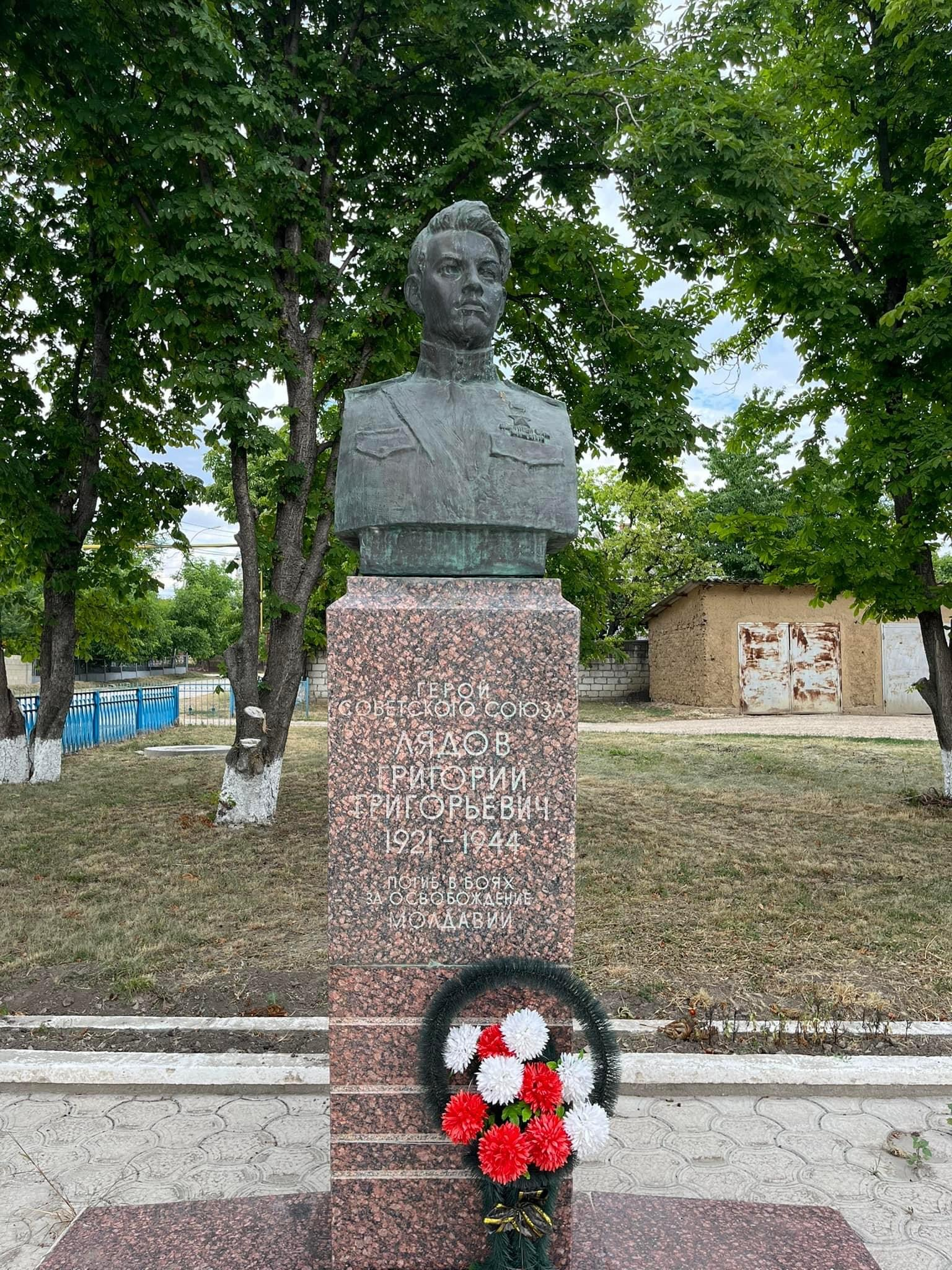
Monument de Grigoriy Leadov à Singureni, vis-à-vis de la mairie du village Singureni

Le nom de l'aéroport de Bălți-Leadoveni provient de l'ancien nom de village de Leadoveni (aujourd'hui Corlăteni), dans lequel les villages de Singureni et Corlăteni ont été réunis en 1966. Le nom de Leadoveni (Leadoveni) a été donné en 1945 au village de Corlăteni (également appelé Strîmba) en l'honneur de Grigoriy Leadov[34] qui, lors d'un accident d'avion, a dirigé l'avion qui s'est écrasé loin des maisons des villages de Singureni et Corlăteni. Un monument a été érigé à Singureni à l'endroit où il est mort. L'aéroport de Bălți-Leadoveni se trouve désormais sur le territoire du village de Corlăteni. Pendant la Seconde Guerre mondiale, le principal aérodrome militaire de Moldavie se trouvait sur le territoire du village de Singureni : l'aérodrome de Bălți-Singureni. Sur l'aérodrome de Singureni étaient stationnés l'IAP 55 (appelé plus tard "16e régiment d'aviation de chasse de la Garde") de Kropyvnytskyï (à l'époque : Kirovograd) avec deux aérodromes de soutien en RSSM et trois en RSSU[35][36], ainsi que, pendant la Seconde Guerre mondiale, Kampfgeschwader 27 et Kampfgeschwader 51 de Landsberg am Lech, issu de Kampfgeschwader 255.
Après l'indépendance de la République de Moldavie en 1991, les villages ont été à nouveau séparés et ont retrouvé leurs anciens noms : Corlăteni et Singureni. Dans la législation moldave récente, l'aéroport international civil à  Corlăteni est appelé aéroport international de Bălți.

## Situation géographique
| \| 50 km1:6 237 000 \| Chișinău Bălți-Leadoveni Aérodrome de Tiraspol Bălți-Ville |
| 50 km1:6 237 000                                                                  |

## Accès
L'aéroport international Bălți-Leadoveni peut être facilement atteint en prenant l'une des sorties du Nord de Bălți, notamment celle de l'autoroute (direction du Nord) E583 (Les interconnexions de E583 sont: Roumanie: Roman – Iași, Moldavie: Bălți, Ukraine : Mohyliv-Podilskyï – Vinnitsa – Jytomyr), qui fait partie du réseau des routes européennes sous l'autorité de la Commission économique pour l'Europe de l'ONU
En ce qui concerne les transports en commun, de nombreux bus et minibus circulent vers les cantons du Nord de Moldavie au départ de Bălți (centre-ville), qui s'arrêteront à la demande près de la sortie-jonction de l'autoroute vers l'aéroport. De nombreux services de taxi sont également disponibles au départ et vers l'aéroport.

## Avions
Dans le domaine des transports des passagers, l'aéroport servait de base pour des avions de type Tu-134 et Tu-154.
En ce qui concerne les vols cargo, différentes modifications des Antonov-ont été utilisées.

## Gestionnaire
La société d'État S.A. "Moldaeroservice", faisant partie du holding S.A. "Moldaeroservice", est l'opérateur de l'aéroport international Bălți-Leadoveni.
Les plans de reconstruction et de modernisation de l'aéroport de Bălți-Leadoveni ont été rapidement oubliés, aussi bien que toute l'aviation en Moldavie, après la crise économique des années 1990. Ce n'est qu'au début des années 2000 que le terminal passagers de l'aéroport de Chișinău a été reconstruit, grâce au soutien de la Banque européenne pour la reconstruction et le développement. L'aéroport de Chișinău reste aujourd'hui le seul aéroport opéré par des compagnies aériennes passagers et cargo régulières (presque 65 % exclusivement par Air Moldova).
L'aéroport international Bălți-Leadoveni est utilisé aujourd'hui principalement pour des vols charter passagers et cargo. En effet, l'aéroport Bălți-Leadoveni ne peut pas se vanter aujourd'hui d'être le plus fréquenté. Il n'y a pas de liaisons régulières à Bălți-Leadoveni aujourd'hui. Entre de rares vols, la piste de décollage/atterrissage sert pour les rallyes Moldaves républicains et pour les open air concerts (par l'opérateur de téléphonie mobile Orange-Moldova).

## Perspectives
Le nouveau rôle de l'aéroport international Bălți-Leadoveni pourrait être celui de la plate-forme de correspondance (hub en anglais) pour les compagnies aériennes à bas prix (telles que Easyjet, Ryanair, Wizz Air, Virgin) d'importance nationale et régionale à la fois (la Roumanie du Nord-Est, L'Ukraine du Sud-Ouest), alors que l'aéroport de Chișinău reste sous le contrôle étatique de la compagnie Air Moldova.
Le tiers de tous les passagers sur le vol quotidien Chișinău- Francfort-sur-le-Main provient de la ville de Bălți et des cantons avoisinants du Nord de Moldavie. On pourrait également inclure au même titre les passagers sur les vols les plus demandés au départ de Moldavie vers l'Italie: Rome, Milan, Bologne, vers l'Espagne: Madrid, vers le Portugal: Lisbonne, vers la Russie: Moscou, vers le Royaume-Uni: Londres, vers la Turquie: Antalya, Istanbul. Le nouveau vol proposé par Air Moldova au départ de l'aéroport de Chișinău (le seul aéroport à partir duquel Air Moldova effectue ses vols) vers Londres dure jusqu'à 6 heures, avec une correspondance à Paris, alors qu'un vol normal entre ces deux destinations prendrait 2h30, max. 3 heures. La route Chișinău-Francfort-sur-le-Main a été l'objet des négociations très dures entre Lufthansa et Air Moldova, tout comme la route Chișinău-Kiev. Dans les deux cas, les autorités d'aviation civile, allemande et ukrainienne respectivement, ont banni Air Moldova de leurs espaces aériens jusqu'à l'établissement du partage égal du trafic avec les compagnies aériennes allemande et ukrainienne (Aerosvit Airlines) respectivement. Aussitôt qu'Air Moldova a laissé une compagnie allemande  (Cirrus Airlines) opérer la moitié des vols en Moldavie, Air Moldova a pu de nouveau accéder l'espace aérien allemand.
D'importantes perspectives de développement pour l'aéroport international Bălți-Leadoveni  apparaissent également dans le domaine des transports cargo, ce qui est une nécessité pour la croissance de toute la région du Nord de Moldavie, aussi bien que pour les régions avoisinantes d'Ukraine et de Roumanie. Metro Cash & Carry (l'une des plus grandes chaînes internationales de distribution en gros au monde) a ouvert récemment une filiale à Bălți, la région montre une croissance annuelle du PIB de 8 %, les nombreux projets d'investissements immobiliers des hommes d'affaires d'Europe de l'Ouest ne sont que quelques facteurs de croissance.
[non neutre]
La position géographique de l'aéroport international Bălți-Leadoveni  est importante également, car les aéroports les plus proches en Roumanie (Iași) et en Ukraine (Tchernivtsi), et surtout en Moldavie (Chișinău) sont accablés par les subventions et le protectionnisme d'État, ce qui ne contribue pas à leur capacité de concurrence économique.

## Projets de modernisation de l'Aéroport international de Bălți-Leadoveni

### ¨Projet de Denis Caunov (2017)

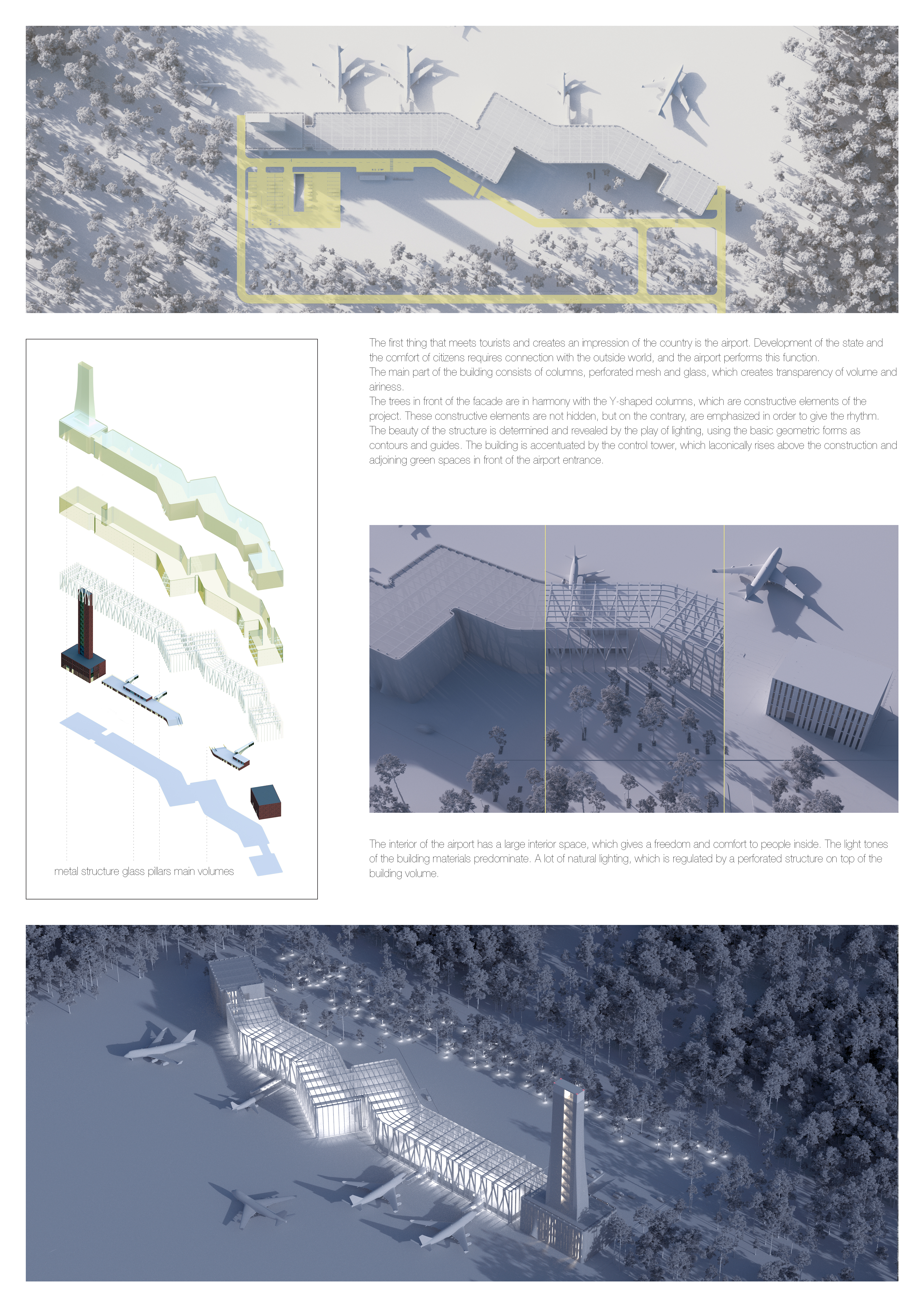
Le projet de rénovation et de modernisation de l'aéroport international de Bălți-Leadoveni de Denis Caunov, qui a remporté la médaille d'or du concours européen d'architecture.

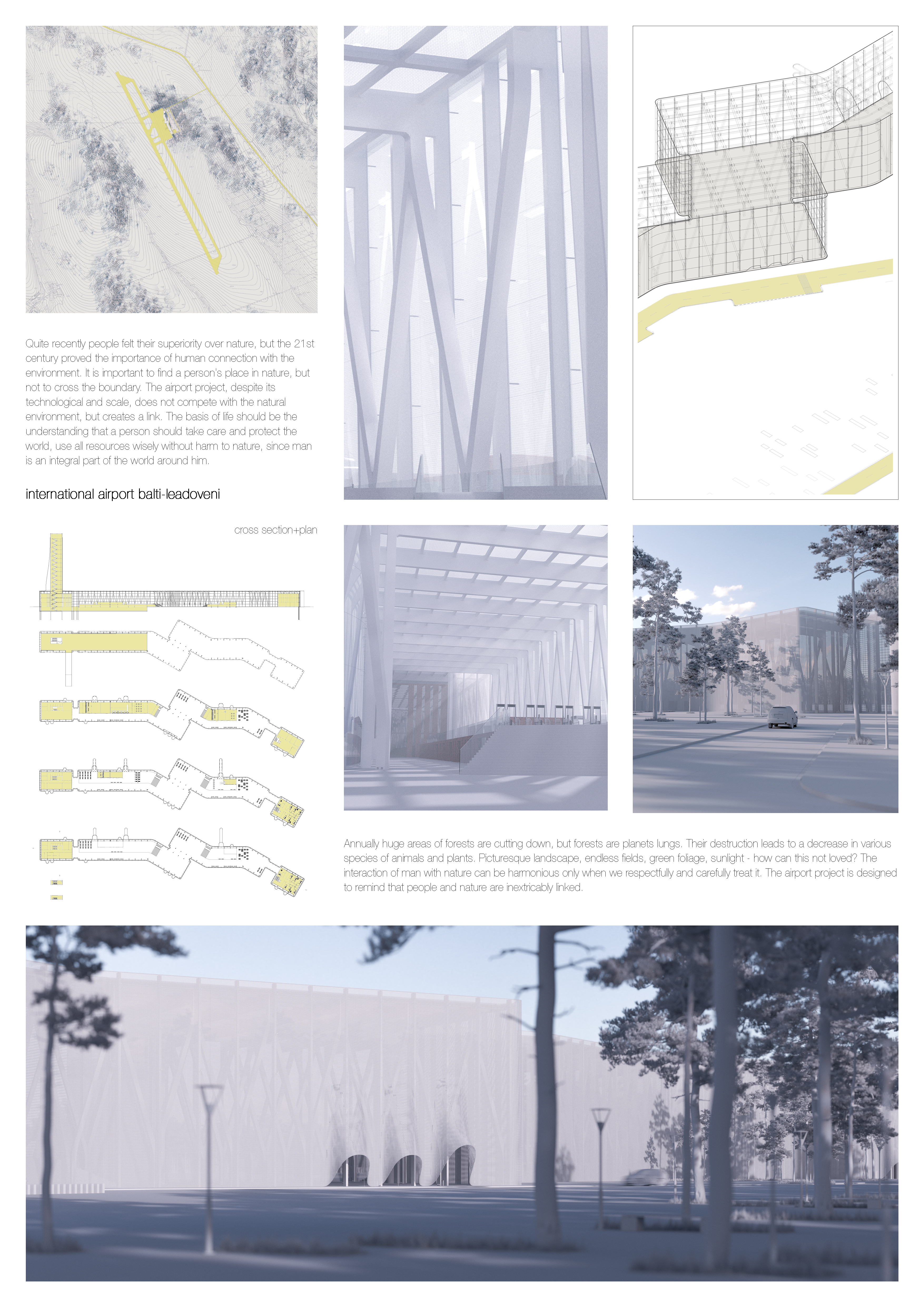
Le projet de rénovation et de modernisation de l'aéroport international de Bălți-Leadoveni de Denis Caunov, qui a remporté la médaille d'or du concours européen d'architecture.

Denis Caunov a créé le concept d'ingénierie architecturale pour la modernisation et la restructuration de l'aéroport international Bălți-Leadoveni en 2017 dans le cadre de son travail de thèse, devenant ainsi un candidat aux médailles du meilleur projet architectural européen.
"La partie principale de l'aérogare est constituée de colonnes, de grillage perforé et de verre, ce qui crée un volume transparent et aéré.
Les arbres situés devant la façade sont en harmonie avec les colonnes en forme de Y, qui sont les éléments structurels porteurs du projet. Ces éléments structurels ne sont pas cachés, mais plutôt accentués pour donner du rythme. La beauté de la structure est définie et révélée par le jeu de la lumière en utilisant des formes géométriques de base comme contours et guides. L'édifice est accentué par la tour de contrôle aéronautique, qui se détache succinctement au-dessus de l'aérogare et se raccorde aux espaces verts situés devant l'entrée de l'aéroport. À l'intérieur de l'aéroport, il y a un grand espace intérieur, symbole du confort et de la liberté des personnes qui s'y trouvent. Les tons clairs des matériaux de construction du terminal sont dominants. Une grande quantité de lumière est régulée par la structure perforée du toit du bâtiment."

### Projet Polo Invest (2016)
Le plan de modernisation de l'aéroport de Bălți-Leadoveni devait être réalisé en deux phases. Le premier consistait à construire un nouveau terminal de 2 500 m2 d'une capacité de 500 000 passagers par an. Le coût des travaux a été estimé à 4,5 millions d'euros.
La deuxième étape consistait à construire un grand terminal passagers - d'une superficie de 25 000 m2 et d'une capacité de 1,5 million de passagers par an. Il était également prévu de construire une nouvelle piste de 2 800 mètres de longueur (la piste actuelle fait 2 240 mètres de long) et un hôtel quatre étoiles. Le coût total de la deuxième phase a été estimé à 35 millions d'euros.

### ProjetMilitzer & Münch(2015)
Le projet prévoyait d'accorder à Militzer & Münch une concession de 49 ans de l'aéroport international de Bălți-Leadoveni et d'investir 30 millions d'euros dans sa modernisation au cours de la première phase. Le projet prévoyait la construction d'un nouveau terminal passagers, d'entrepôts pour le fret transporté, la modernisation et l'extension de la piste pour accueillir des avions Embraer, Airbus et Boeing. L'investissement pour la deuxième phase du projet devait s'élever à 10-15 millions d'euros. Après sa rénovation, l'aéroport international de Bălți-Leadoveni devait devenir un autre point de transit important pour le transport de marchandises entre les pays de l'Est et de l'Ouest, ainsi qu'un point de transit régional pour le transport de passagers et de marchandises, l'accent étant mis en particulier sur les services de fret, compte tenu de la position géographique avantageuse de l'aéroport et du grand volume de commandes de fret de l'exploitation. L'aéroport international de Bălți-Leadoveni devait devenir l'aéroport de secours de l'aéroport de Chisinau, ainsi que des aéroports d'Ukraine et de Roumanie. L'investissement dans la construction et la modernisation devait être récupéré au plus tôt en sept ans. Le projet de modernisation de l'aéroport permettait de créer 200 emplois, d'augmenter les dotations budgétaires et d'améliorer l'image de la Moldavie en créant des infrastructures et une logistique bien développées, répondant aux exigences de sécurité modernes. La modernisation devait commencer dès la mi-2016 et être achevée d'ici 2 à 3 ans.

### Projet de Dumitru Negrei (2012)
Il s'agit d'un travail de diplôme master de Dumitru Negrei qui avait conçu le nouveau terminal passagers en forme des ailes symbolisant le vol,.

### Projet Moldaeroservice (2000)
Selon Vitali Povonsky, ancien directeur de la société aéroportuaire d'État de Bălți , la reconstruction capitale a eu lieu en 2000.